# Théodora de Trébizonde
Ne doit pas être confondu avec Théodora Cantacuzène (épouse d’Alexis IV de Trébizonde).
Theodora Megale Komnene (grec moderne : Θεοδώρα Μεγάλη Κομνηνή,  Theodōra Megalē Komnēnē), (née avant 1253 – morte après 1285), est impératrice de Trébizonde de 1284 à 1285.

## Biographie
Elle est la fille de l'empereur Manuel Ier de Trébizonde et de sa seconde épouse Rousoudan une princesse originaire d’« Ibérie », d'après son nom lié à la dynastie des Bagratides mais dont l'origine exacte est inconnue. 
En 1284, avec l'aide de son parent, le roi David VI Narin d'Iméréthie elle entreprend de s'emparer de la couronne au détriment de son demi-frère, l'Empereur Jean II alors à Constantinople. Bien que David VI Narin n'ait pas réussi à prendre la ville de Trébizonde, il occupe plusieurs provinces de l'Empire. 
Théodora est néanmoins rapidement chassée, et Jean II recouvre son trône. Malgré la brièveté de son règne, elle émet des pièces de monnaie, dont 36 exemplaires ont été conservés. Des aspers d'argent et des nomismata de bronze. Ce monnayage démontre qu'elle a été effectivement reconnue comme « Impératrice de Trébizonde », comme le note également le chroniqueur Michel Panaretos . Elle est, du reste, la seule Impératrice de Trébizonde dont on possède des émissions monétaires. Avant et après son court règne, Théodora était une nonne.

## Sources
- (en) W. Miller, Trebizond : The Last Greek Empire of the Byzantine Era, Chicago, 1926.